# دانشگاه سارایوو
دانشگاه سارایوو (به زبان بوسنیایی، زبان کرواتی و زبان صربی: Univerzitet u Sarajevu / Универзитет у Сарајеву) بزرگترین و قدیمی‌ترین دانشگاه در بوسنی و هرزگوین است. این دانشگاه امروزه با ۲۰ دانشکده، سه آکادمی و و سه دانشکده الهیات و ۳۰٬۸۶۶ دانشجو در سال تحصیلی ۲۰۱۴/۱۵، از بزرگترین دانشگاه‌ها در بالکان از لحاظ میزان ثبت نامی است. این دانشگاه معتبرترین دانشگاه در بوسنی و هرزگوین شناخته می‌شود و بیش از ۱۰۰۰ نفر عضو هیئت علمی دارد.

## دانشکده ها
دانشکده های دانشگاه سارایوو عبارتند از :
- دانشکده اقتصاد و تجارت سارایوو
- آکادمی هنرهای زیبا در سارایوو
- آکادمی هنرهای نمایشی در سارایوو
- دانشکده معماری
- دانشکده مهندسی برق
- دانشکده علوم جنایی
- دانشکده علوم سیاسی در سارایوو
- دانشکده ورزش و تربیت بدنی
- دانشکده مهندسی ترافیک و ارتباطات
- دانشکده داروسازی
- دانشکده فلسفه
- دانشکده مهندسی عمران
- دانشکده مهندسی مکانیک
- دانشکده پزشکی
- آکادمی موسیقی سارایوو
- دانشکده تربیت معلم
- دانشکده کشاورزی
- دانشکده حقوق سارایوو
- دانشکده علم و صنعت
- دانشکده علوم طبیعی و ریاضی
- دانشکده دندانپزشکی
- دانشکده جنگلداری
- دانشکده دامپزشکی
- دانشکده مطالعات بهداشت

## رنکینگ
براساس رتبه‌بندی دانشگاه‌های جهان در سال 2022 که مؤسسه QS آن را انجام داده‌است دانشگاه سارایوو در رتبه 1201+برترین دانشگاه‌ها جهان قرار گرفته‌است.